# RecRec Music
RecRec Music è stata un'etichetta discografica indipendente svizzera fondata nel 1983 da Daniel Waldner. L'etichetta venne modellata e affiliata alla britannica Recommended Records, ma rimase finanziariamente indipendente. L'etichetta fallì nel 1997, dopo la morte di Waldner di due anni prima.

## Storia
Veit Stauffer e Daniel Waldner fondarono la RecRec Zürich in Svizzera, seguendo il suggerimento di Chris Cutler circa la creazione di un'azienda distributrice musicale indipendente simile alla sua Recommended Records. Nel 1983 Waldner creò la RecRec Music, l'etichetta discografica della RecRec, presso la quale registrarono una trentina tra artisti e gruppi musicali, come After Dinner, Bob Ostertag, Camberwell Now, Etron Fou Leloublan, Ferdinand Richard, Fred Frith, Goz of Kermeur, Massacre, Negativland, Nimal, Pale Nudes, Skeleton Crew, Tenko, The Ex e The Hat Shoes.
Il 3 settembre 1995 Waldner e suo figlio Valentin morirono in un incidente nelle Alpi svizzere. La RecRec Music rimase in attività, ma iniziò a subire delle perdite che la portarono al fallimento, dichiarato nel maggio 1997. Da essa nacquero RecRec-Shop, il negozio di dischi, e RecRec Medien AG, il distributore, con due nuove etichette, Make-Up e Make-Up Your World.